# Talking blues
Pour l'album de Bob Marley, voir Talkin' Blues.
 (janvier 2024).
La mise en forme du texte ne suit pas les recommandations de Wikipédia : il faut le « wikifier ».
Les points d'amélioration suivants sont les cas les plus fréquents. Le détail des points à revoir est peut-être précisé sur la page de discussion.
- Les titres sont pré-formatés par le logiciel. Ils ne sont ni en capitales, ni en gras.
- Le texte ne doit pas être écrit en capitales (les noms de famille non plus), ni en gras, ni en italique, ni en « petit »…
- Le gras n'est utilisé que pour surligner le titre de l'article dans l'introduction, une seule fois.
- L'italique est rarement utilisé : mots en langue étrangère, titres d'œuvres, noms de bateaux, etc.
- Les citations ne sont pas en italique mais en corps de texte normal. Elles sont entourées par des guillemets français : « et ».
- Les listes à puces sont à éviter, des paragraphes rédigés étant largement préférés. Les tableaux sont à réserver à la présentation de données structurées (résultats, etc.).
- Les appels de note de bas de page (petits chiffres en exposant, introduits par l'outil «  Source ») sont à placer entre la fin de phrase et le point final[comme ça].
- Les liens internes (vers d'autres articles de Wikipédia) sont à choisir avec parcimonie. Créez des liens vers des articles approfondissant le sujet. Les termes génériques sans rapport avec le sujet sont à éviter, ainsi que les répétitions de liens vers un même terme.
- Les liens externes sont à placer uniquement dans une section « Liens externes », à la fin de l'article. Ces liens sont à choisir avec parcimonie suivant les règles définies. Si un lien sert de source à l'article, son insertion dans le texte est à faire par les notes de bas de page.
- La présentation des références doit suivre les conventions bibliographiques. Il est recommandé d'utiliser les modèles {{Ouvrage}}, {{Chapitre}}, {{Article}}, {{Lien web}} et/ou {{Bibliographie}}. Le mode d'édition visuel peut mettre en forme automatiquement les références.
- Insérer une infobox (cadre d'informations à droite) n'est pas obligatoire pour parachever la mise en page.

Pour une aide détaillée, merci de consulter Aide:Wikification.
Si vous pensez que ces points ont été résolus, vous pouvez retirer ce bandeau et améliorer la mise en forme d'un autre article.
Genres dérivés
Hip-hop, rap
Genres associés
Spoken word, hip-hop, rap, country, soul blues, blues électrique, rhythm and blues, delta blues, blues traditionnel
Le talking blues (blues parlant) — aussi orthographié talkin' blues — (appeler aussi blues parlé en français) est un sous-genre musical du blues, de la musique country et folk américaine (en). Il était largement pratiqué dans les années 1920 et 1930 au tournant de la Grande Dépression. Chris Bouchillon (en) est reconnu comme le créateur de ce style qui se caractérise par des paroles rythmées ou de quasi-paroles où la mélodie est libre, mais le rythme est strict.

## Histoire

### Origines
La création du « talking blues » est attribuer à Christopher Allen Bouchillon (en), présenté comme « le comédien parlant du Sud », avec sa chanson intitulée Talking Blues, enregistrée pour Columbia Records à Atlanta en 1926, d'où le style tire son nom,. Cette chanson sort en 1927, suivie d'une suite, New Talking Blues, en 1928. Sa chanson Born in Hard Luck est de style similaire.
Le style trouve ses racines à la fois dans le blues originaire de la musique afro-américaine du delta du Mississippi (Delta blues) et dans celle des zones rurales du nord du pays et du Midwest avec la musique country et folk américaine (en).

### Développement du genre
La chanson Talking Hard Work de Woody Guthrie est un hommage aux titres Talking Blues et Born in Hard Luck de Bouchillon.

« Now, if you want higher wages, let me tell you what to do

You got to talk to the workers in the shop with you

You got to build you a union, got to make it strong

But if you all stick together, boys, it won't be long
You'll get shorter hours, better working conditions, vacations with pay ... take your kids to the seashore. »

Plusieurs sources des années 1940 et 1950, dont les Almanac Singers, créditent, à tort, Guthrie en tant que créateur du talking blues. Dans les années 1940, ce qui a commencé comme un genre de musique country comique devient une forme plus prononcée de chant de protestation politique et ironique. Les paroles de Talking Union de Pete Seeger, Lee Hays et Millard Lampell, par exemple, montrent le développement du genre en un véhicule de commentaire politique.
En 1958, le musicien et spécialiste de la musique folk John Greenway enregistre un album intitulé Talking Blues sur le label Folkways. Ce recueil comprend 15 chansons de talking blues de Guthrie, Tom Glazer et d'autres et est, selon l'historien de la musique Manfred Helfert, la « source évidente » des nombreuses incursions de Bob Dylan dans le genre dans les années 1960. Bob Dylan enregistre Talking World War III Blues en 1963.
La renommée de Dylan et son utilisation répétée du talking blues contribuent à faire du genre un véhicule très populaire pour la composition de chansons à contenu politique. Lorsque le chanteur country Johnny Cash enregistre une chanson décrivant son voyage au Viêt Nam avec sa femme June Carter Cash, il choisit le format du talking blues pour décrire sa dissidence envers la guerre du Viêt nam.
Le talking blues est également populaire comme moyen de parodie, comme dans Like a Lamb to the Slaughter, la parodie talking blues de Matty Groves par Frank Hayes.

## Caractéristiques
Un talking blues consiste généralement en une ligne de guitare répétitive utilisant une progression de trois accords qui, bien qu'on l'appelle « blues », n'est pas, en réalité, un blues à 12 mesures. Le chant est prononcé sur un ton rythmé et plat, très proche d'une voix parlante, et prend la forme de distiques rimés. A la fin de chaque couplet, composé de deux distiques, le chanteur continue de parler, ajoutant un cinquième vers composé d'un nombre de mesures irrégulier, généralement sans rimes et indéterminé, souvent avec une pause au milieu du vers, avant de reprendre le structure d'accords stricte. Cet exemple, tiré de Talking Blues de Woody Guthrie, une reprise de New Talking Blues de Bouchillon, illustre ce format :

« Mama's in the kitchen fixin' the yeast

Papa's in the bedroom greasin' his feets

Sister's in the cellar squeezin' up the hops

Brother's at the window just a-watchin' for the cops
Drinkin' home brew ... makes you happy. »

Les paroles d'un talking blues sont caractérisées par un humour sec et rural, la codetta parlée ajoutant souvent un commentaire ironique sur le sujet du couplet, comme Talkin' Bear Mountain Picnic Massacre Blues de Bob Dylan :

« Now, I don't care just what you do

If you wanta have a picnic, that's up t' you

But don't tell me about it, I don't wanta hear it

Cause, see, I just lost all m picnic spirit

Stay in m' kitchen, have m' own picnic...
In the bathroom. »

De la même manière que le soul blues, le blues électrique et le rhythm and blues, le « blues parlé » se situe entre la ballade et le blues.

### Structure
La structure musicale du talkin' blues s'articule sur une série limitée d'accords musicaux joués à la guitare folk (généralement une progression de trois au maximum) qui accompagnent un texte poétique exprimé non pas par un chant purement intentionnel mais par un langage parlé.

## Représentation

### Artistes
On peut citer :
- Christopher Allen Bouchillon[2],
- Woody Guthrie,
- Pete Seeger,
- Lee Hays,
- Millard Lampell,
- Vern Partlow,
- Tom Glazer,
- Ramblin' Jack Elliott,
- Bob Dylan,
- Phil Ochs,
- Dave Van Ronk,
- Peter, Paul and Mary,
- Johnny Cash,
- Jerry Reed,
- Townes Van Zandt,
- Buck Trent,
- Loudon Wainwright III,
- Big Country,
- Edwyn Collins,
- Tom Jones.

### Chansons
- Talking Blues (1926) et New Talking Blues (1928) de Christopher Allen Bouchillon[2].
- Talking Dust Bowl Blues (1940), Talking Fishing Blues, Talking Centralia, Talking Columbia, Talking Hard Work, Talking Sailor et Talking Subway de Woody Guthrie.
- Talking Union, par Pete Seeger, Lee Hays et Millard Lampell.
- Atomic Talking Blues (ou Talking Atom, Old Man Atom) de Vern Partlow.
- Talking Inflation Blues par Tom Glazer.
- East Texas Talking Blues de Ramblin' Jack Elliott sur son album Jack Takes the Floor (1958).
- Talking World War III Blues (1963), Talking New York, Talking Hava Negiliah Blues, Talkin' John Birch Paranoid Blues, I Shall Be Free No. 10 et Talkin' Bear Mountain Picnic Massacre Blues de Bob Dylan, le tout enregistré dans les années 1960.
- Talking Birmingham Jam (1963), Talking Airplane Disaster (1963), Talking Cuban Crisis(1963), Talking Vietnam (1964) de Phil Ochs.
- Talking Cancer Blues de Dave Van Ronk sur son album Inside (1964).
- Talkin' Candy Bar Blues de Peter, Paul and Mary sur A Song Will Rise (1965).
- Singing in Viet Nam Talking Blues par Johnny Cash.
- Guitar Man (1967) de Jerry Reed, rendu célèbre par Elvis Presley.
- Talking Thunderbird Blues (1973), Fraternity Blues (1977) de Townes Van Zandt.
- Talking Blues de Buck Trent dans la populaire émission de télévision Hee Haw (1977).
- Talking New Bob Dylan de Loudon Wainwright III sur son album History (1992).
- Post Nuclear Talking Blues de Big Country sur l'album Why The Long Face (1995).
- Superstar Talking Blues d'Edwyn Collins sur Home Again (2007).
- Talking Reality Television Blues de Tom Jones sur Surrounded by Time (2021).

Le talking blues est évoqué par le groupe Dire Straits dans sa chanson Walk of Life en 1985.